# Marie Strnadová
Marie Strnadová, roz. Pláničková (17. května 1899 Praha – 24. října 1942 Koncentrační tábor Mauthausen) byla odbojářka a spolupracovnice Operace Anthropoid popravená nacisty.

## Život před válkou
Marie Strnadová se narodila 17. května 1899 v Praze do rodiny Antonína Pláničky a Marie Pláničkové, rozené Linkové. Pracovala jako úřednice u exekučního soudu, kde se pravděpodobně seznámila s Bohuslavem Strnadem. V roce 1934 se vzali a poté spolu bydleli v pražské Libni v Pešinově ulici (dnešní Pivovarnická 1844/15). 17. května 1938 se manželům Strnadovým narodila dcera Jana.

## Pomoc parašutistům
Stejně jako její manžel byla členkou libeňského Sokola a po německé okupaci v březnu 1939 se s ním zapojila do Sokolského protinacistického odboje. V lednu 1942 se manželé STRNADOVI stali součástí podporovatelské sítě výsadkářů z operace Anthropoid, její manžel spolupracoval s Františkem Hejlem, Antonínem Oktábcem, Václavem Novákem, Jaroslavem Piskáčkem a Jaroslavem Smržem. Strnadovi získávali od libeňského řezníka Bohumila Vosmíka maso, od pekaře Josefa Kyncla pečivo a od hostinského Františka Jarolímka další potraviny, které byly určeny pro parašutisty. Sháněli také finanční prostředky a potravinové lístky.

## Zatčení, smrt
Po zradě Karla Čurdy, který se 16. června 1942 sám přihlásil na gestapu, začalo postupné rozkrývání odbojové sítě. Manželé Strnadovi byli zatčeni 14. července 1942 v zahrádkářské kolonii. Nejprve byli převezeni do svého bydliště, kde byla provedena domovní prohlídka, poté do Petschkova paláce k tvrdým výslechům, které byly podle poválečného svědectví jednoho z příslušníků gestapa bezvýsledné. Po skončení výslechů byli oba převezeni do terezínské Malé pevnosti, dne 29. září 1942 stanným soudem odsouzeni k trestu smrti a 24. října téhož roku zastřeleni v koncentračním táboře Mauthausen při fingované zdravotní prohlídce společně s mnoha dalšími odbojáři a jejich rodinnými příslušníky.

## Osud dcery Jany
Tehdy čtyřletá dcera manželů Strnadových Jana byla v srpnu 1942 internována společně s dalšími dětmi odbojářů na Jenerálce a později v táboře ve Svatobořicích. Osvobozena byla 5. května 1945 v Plané nad Lužnicí.

## Připomínka
- Jeho jméno a jméno manželky (Strnad Bohuslav *1. 3. 1905, Strnadová Marie roz. Plánická *17. 5. 1899) je uvedeno na pomníku při pravoslavném chrámu svatého Cyrila a Metoděje (adresa: Praha 2, Resslova 9a). Pomník byl odhalen 26. ledna 2011 a je součástí Národního památníku obětí heydrichiády.[4]
- Na domě v ulici Pivovarnická 1844/15 v Praze 8 - Libni je pamětní deska se sokolským znakem a textem: "V tomto domě žili obětaví členové sokolského odboje Marie a Bohumil STRNADOVI, spolupracovníci výsadku ANTHROPOID. Popraveni nacisty 24. 10. 1942 v Mauthausenu." (Ve jméně Bohumil je zjevná chyba, správně má být Bohuslav).[5]
- Ulice Strnadových v Praze 9 –Vysočanech nese od roku 2018 jméno popravených manželů.[6]

## Galerie

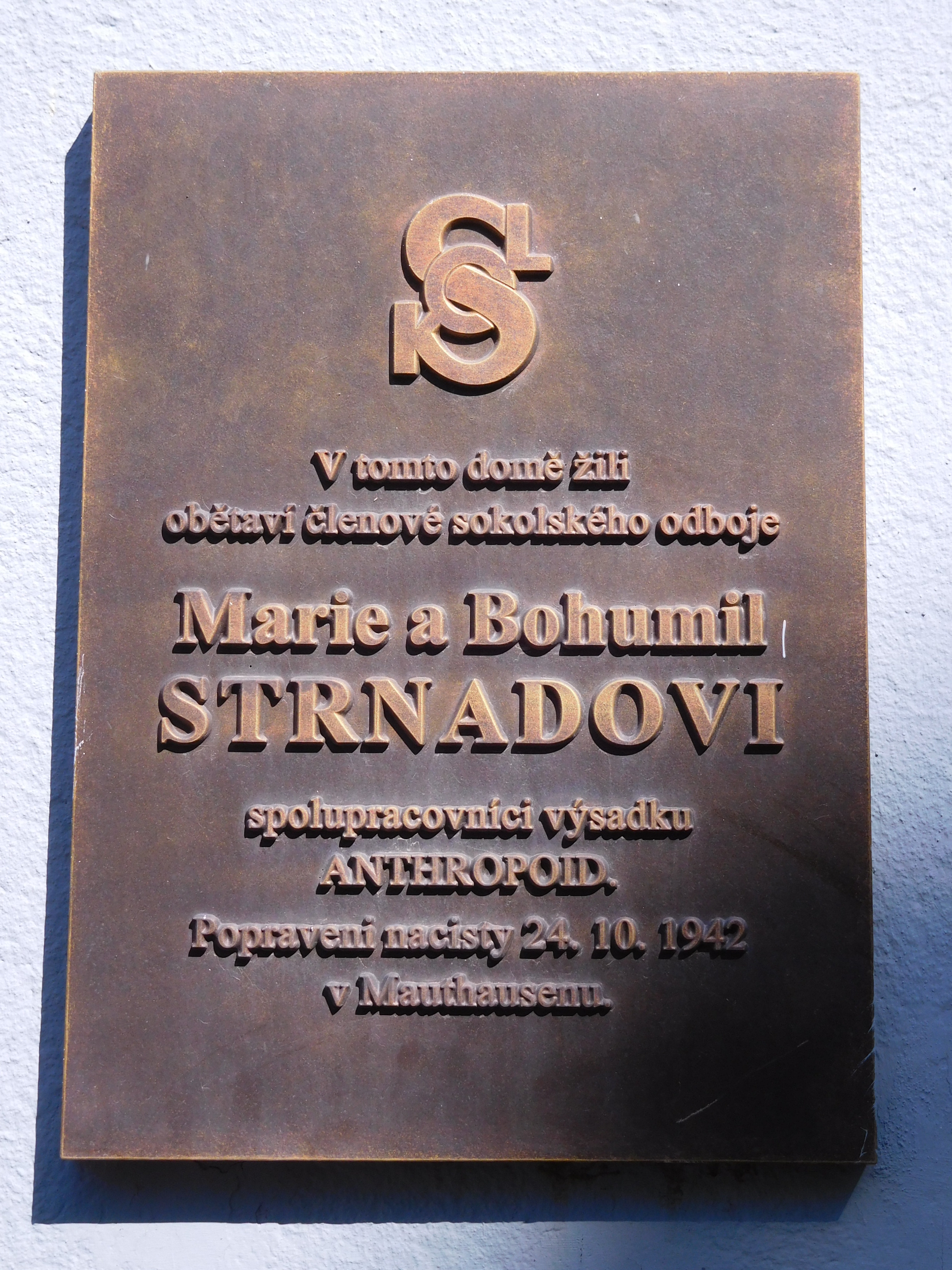
Pamětní deska manželů Strnadových v Pivovarnické ulici 15, Praha-Libeň
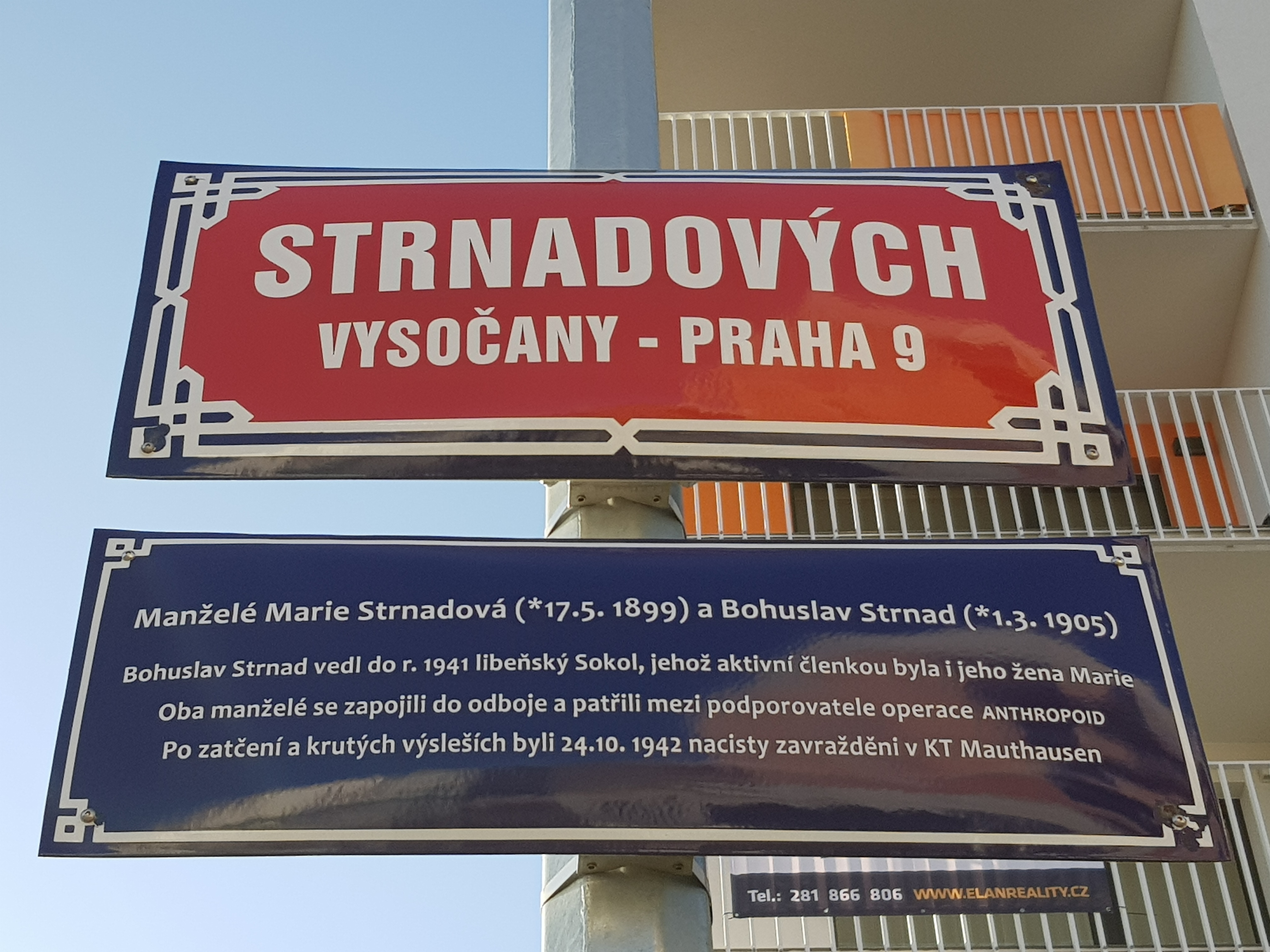
Tabule s názvem ulice Strnadových ve Vysočanech s modrou dodatkovou tabulí
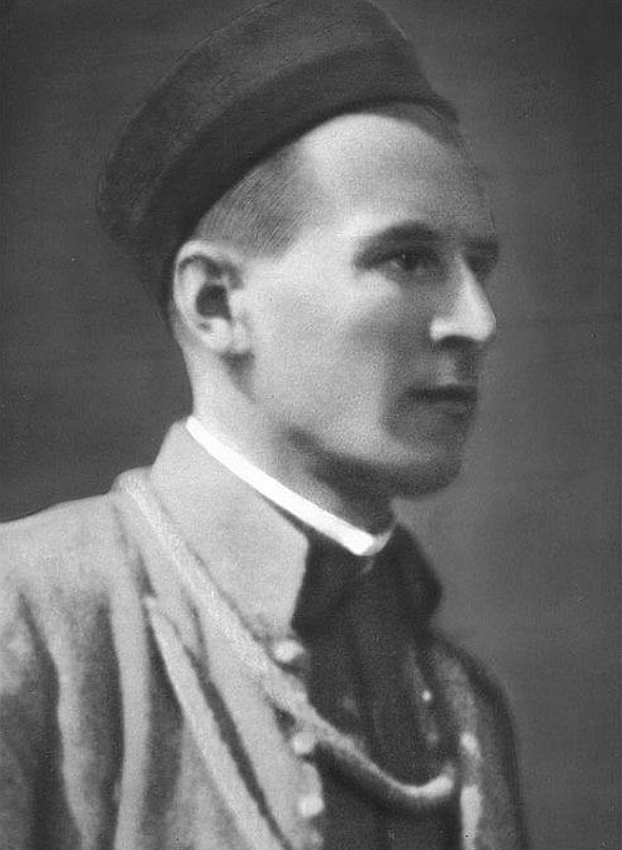
Její manžel Bohuslav Strnad
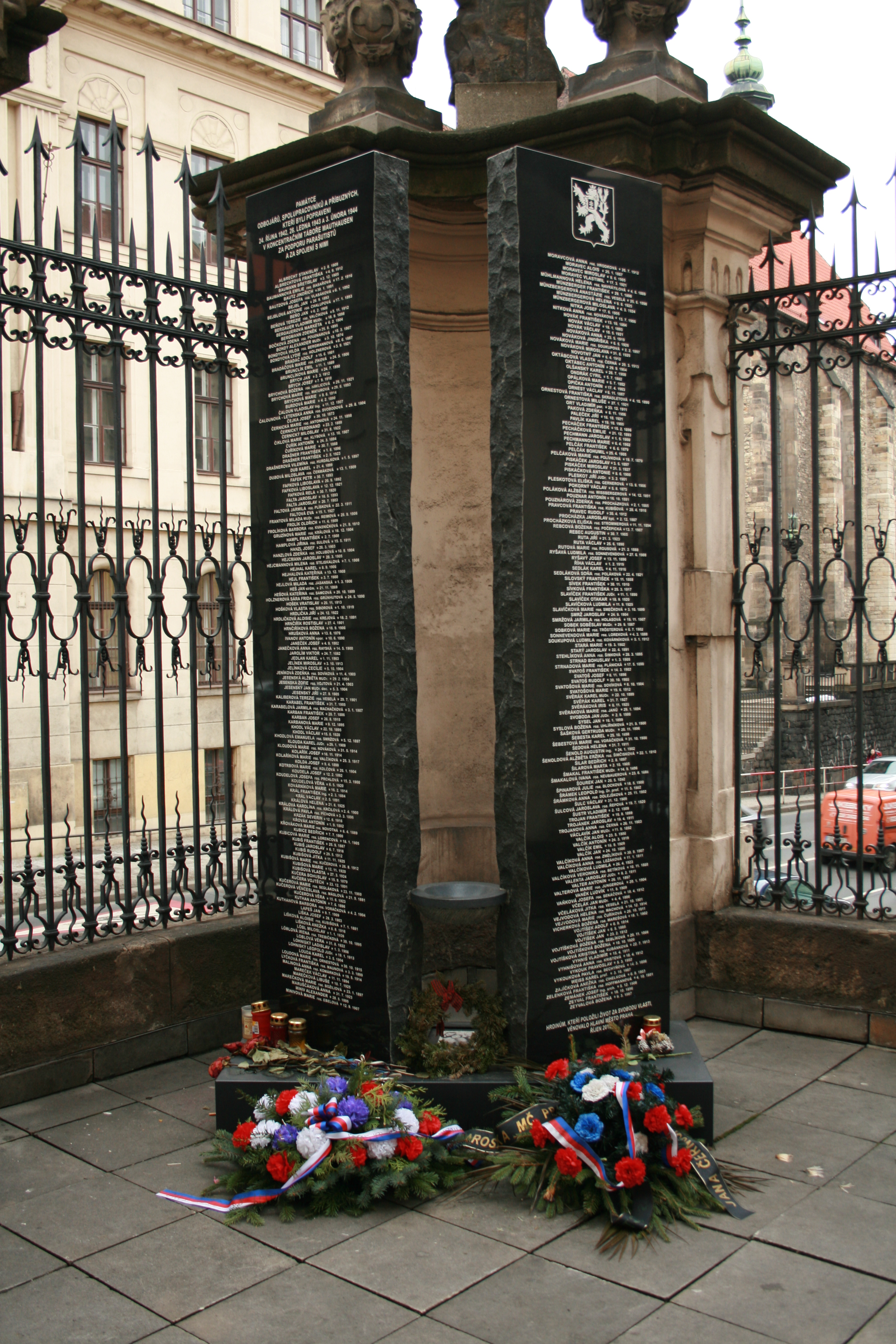
Pomník spolupracovníků parašutistů a jejich rodinných příslušníků na terase kostela sv. Cyrila a Metoděje v Resslově ulici v Praze
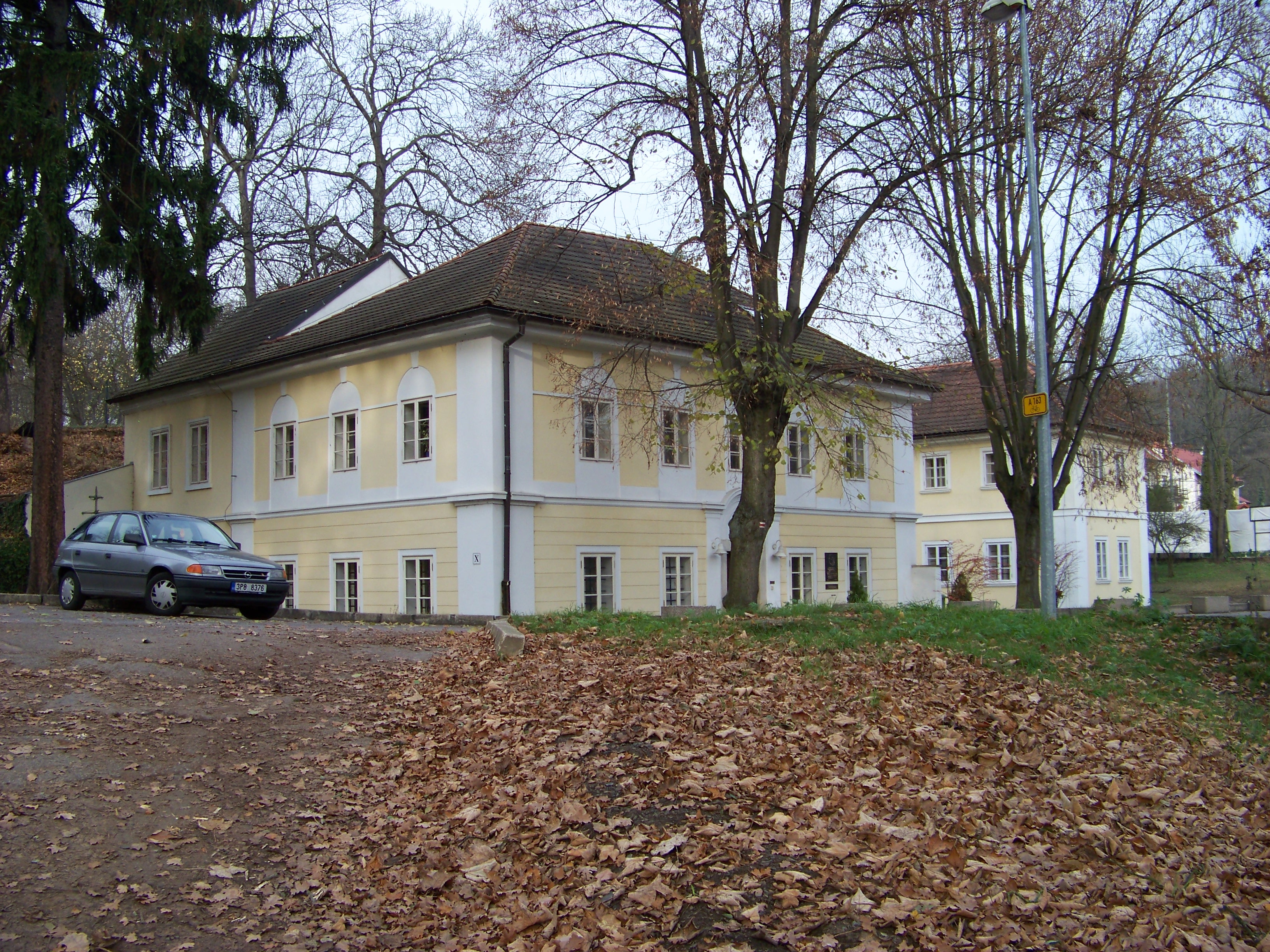
Zámek Jenerálka v pražských Dejvicích, kde byla internována dcera manželů Strnadových
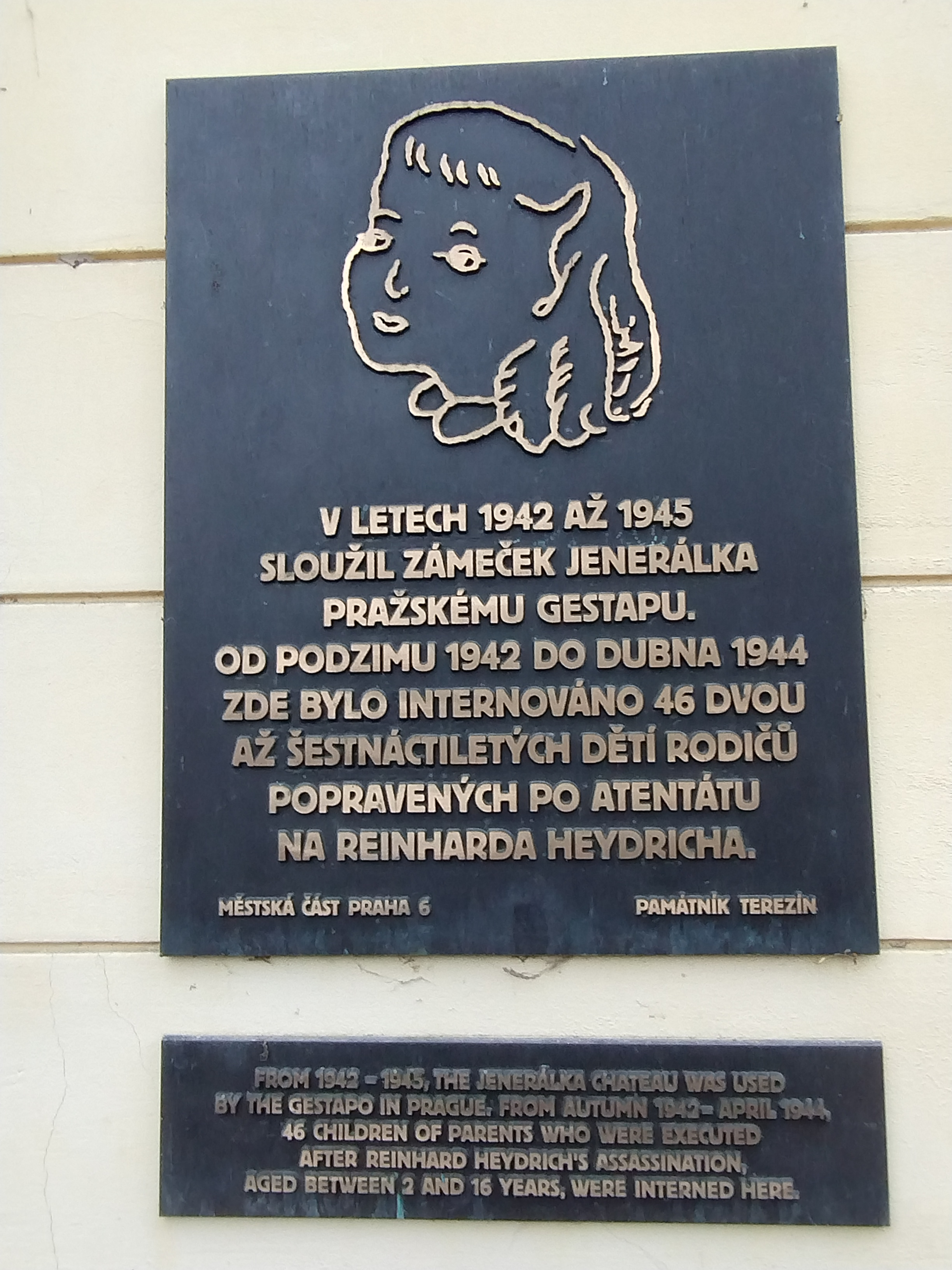
Pamětní deska na jedné z budov zámku Jenerálka, věnovaná dětem rodičů popravených po atentátu na R. Heydricha